# Victor Massé
Victor Massé (geboren als Félix-Marie Massé (Lorient (Morbihan, 7 maart 1822 – Parijs, 5 juli 1884) was een Frans componist.

## Biografie
Massé studeerde al op 12-jarige leeftijd aan het Conservatoire de Paris, piano bij Pierre-Joseph-Guillaume Zimmerman en compositie bij Jacques Fromental Halévy. Hij won de Prix de Rome in 1844 voor zijn cantate Le rénégat de Tanger. Daarna werd hij dirigent van het koor van de Opéra Garnier en docent compositie aan het Parijse conservatorium.
Hij verlegde zijn aandacht naar opera. Hij schreef een kleine twintig opera's, waaronder La chanteuse voilée (1850), gevolgd door het meer ambitieuze Galathée (1852) en Paul et Virginie (1876). Zijn bekendste en meest succesvolle werk was de opéra comique Les noces de Jeannette (1853). Zijn laatste werk, Une nuit de Cléopâtre, werd na zijn dood uitgevoerd in april 1885. 
In 1872 werd hij gekozen tot lid van de Académie des Beaux-Arts, waar hij Daniel-François-Esprit Auber opvolgde. 
Hij kreeg twee dochters, waarvan er een trouwde met Philippe Gille, journalist en librettist van opera's. Hun zoon was de pianist Victor Gille. 
Massé stierf in 1884 op 62-jarige leeftijd en werd begraven op de Cimetière de Montmartre in Parijs. Charles Garnier was de architect van zijn tombe. Er is een straat naar Massé vernoemd in het 9e arrondissement van Parijs .

## Oeuvre
- La chambre gothique, opera (1849)
- La chanteuse voilée, (1850, libretto van Eugène Scribe en Adolphe de Leuven)
- Galathée (1852), libretto van Jules Barbier en Michel Carré),
- Les noces de Jeannette, opéra comique (1853, libretto van Jules Barbier en Michel Carré),
- La fiancée du diable, (1854, libretto van Eugène Scribe en H. Romand),
- Miss Fauvette, (1855, libretto van Jules Barbier en Michel Carré),
- Les saisons, (1855, libretto van Jules Barbier en Michel Carré),
- La reine Topaze, (1856, libretto van Lockroy en Battu),
- Les chaises à porteurs, (1858, libretto van Dumanoir en Calirville),
- La fée Carabosse, (1859, libretto van Lockroy en Frères Cogniard),
- Fior d'Aliza (naar Lamartine 1866),
- Le fils du brigadier (1867, libretto van Eugène Labiche en Delacour),
- Paul et Virginie (1876, libretto van Jules Barbier en Michel Carré),
- Une nuit de Cléopâtre, (1885, libretto van Jules Barbier).

- Biblioteca Nacional de España: XX1652083
- Bibliothèque nationale de France: cb13897191x (data)
- Gemeinsame Normdatei: 116835737
- International Standard Name Identifier: 0000 0001 0887 0439
- Library of Congress Control Number: n82123520
- Nationale Bibliotheek van Letland: 000202149
- Base Léonore: LH//1777/25
- MusicBrainz: 26f40b50-8dac-476b-a1d3-aa38dba26843
- Nationale Bibliotheek van Tsjechië: mzk2011621559
- Nationale Bibliotheek van Israël: 987007272403305171
- Nederlandse Thesaurus van Auteursnamen: 101231598
- LIBRIS: 305268
- SNAC: w60v8qzq
- Système universitaire de documentation: 080200672
- Trove: 1495383
- Virtual International Authority File: 34643879
- WorldCat: E39PBJqfDXDVYy9RQqbHTGJdQq